# Jakob Haßler
Jakob Haßler (auch: Hassler oder Hasler) (getauft 18. Dezember 1569 in Nürnberg; † zwischen 23. April 1621 und 29. September 1622, möglicherweise in Eger) war ein deutscher Komponist. Er war Sohn des Nürnberger Organisten Isaak Haßler und Bruder des bekannteren Komponisten Hans Leo Haßler und des Organisten Caspar Haßler.
Wahrscheinlich erhielt Haßler seine Ausbildung wie sein Bruder in Venedig. Er war zuerst bei den Fuggern tätig, danach in Hechingen bei Eitel Friedrich von Hohenzollern und anschließend am Prager Hof. Kaiser Rudolf II. adelte ihn 1595 zusammen mit seinen Brüdern Hans Leo und Kaspar. Später führte ihn sein Weg nach Eger. Es wird vermutet, dass Haßler in Hechingen Lehrer von Daniel Bollius war.
Bekannt wurde er hauptsächlich durch seine Kompositionen für Orgel und Cembalo.